# ميغيل غوميز (مصور)
ميغيل غوميز (بالإسبانية: Miguel Gómez)‏ هو مصور موضة ورسام ومصور كولومبي، ولد في 29 مارس 1974 في بوغوتا في كولومبيا.

## وصلات خارجية
- الموقع الرسمي